# Dactylocythere myura
Dactylocythere myura är en kräftdjursart som beskrevs av Hobbs och Walton 1970. Dactylocythere myura ingår i släktet Dactylocythere och familjen Entocytheridae. Inga underarter finns listade i Catalogue of Life.